# عبدالله المعیوف
عبدالله المعیوف (عربی: عبدالله إبراهيم المعيوف؛ زادهٔ ۲۳ ژانویهٔ ۱۹۸۷)  بازیکن فوتبال اهل عربستان سعودی است که برای باشگاه فوتبال الشباب  بازی می‌کند.
از باشگاه‌هایی که در آن بازی کرده‌است می‌توان به الاهلی عربستان، الهلال عربستان و الشباب عربستان اشاره کرد.

## تیم ملی
وی همچنین در تیم ملی فوتبال عربستان سعودی بازی کرده است.